# Có! & Birds
Có! & Birds é um romance gráfico do artista Gustavo Duarte publicado em 2014 pelo Quadrinhos na Cia reunindo duas HQs do autor publicadas original de forma independente (respectivamente, em 2009 e 2011).

## Có!
Có! apresenta a história de um fazendeiro que entra em guerra com alienígenas que querer roubar seus porcos.

## Birds
Birds traz a história de dois pássaros antropomorfizados que tentam enganar a morte.

## Prêmios
Em 2010, Có! ganhou o Troféu HQ Mix de "melhor publicação independente edição especial". Em 2012, Birds venceu em duas categorias: "melhor publicação de aventura / terror / ficção" e "melhor publicação independente de autor". Por fim, em 2015, Có! & Birds venceu na categoria "melhor publicação de humor gráfico".